# C. Auguste Dupin

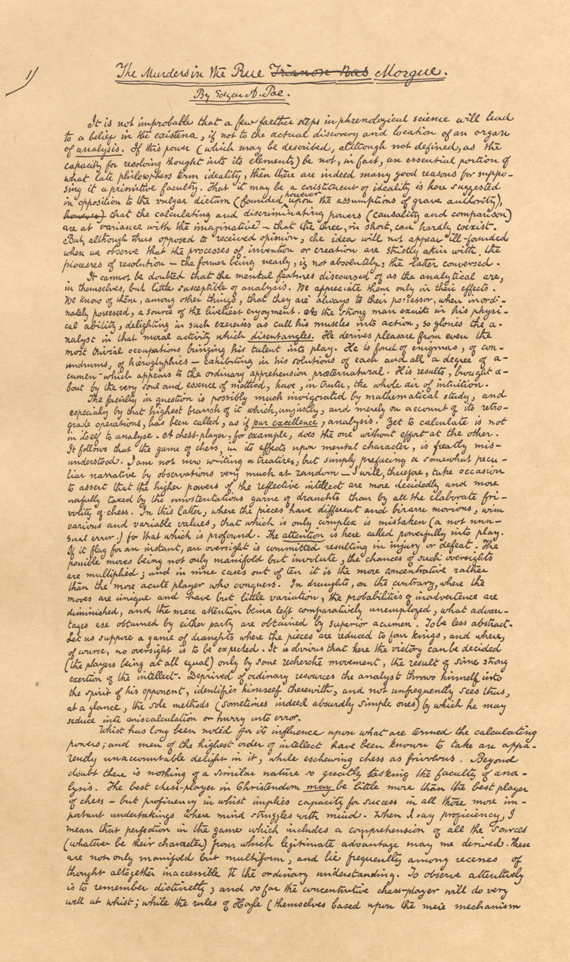
Manuscrito original de The Murders in the Rue Morgue, primera aparición de C. Auguste. Dupin.

Chevalier Auguste Dupin, normalmente conocido como C. Auguste Dupin, es un detective de ficción creado por Edgar Allan Poe. Dupin hizo su primera aparición en ”Los crímenes de la calle Morgue” (1841) de Poe, considerado el primer relato policial. Vuelve a aparecer en “El misterio de Marie Rogêt” (1842) y en “La carta robada” (1844).
Dupin no es un detective, pero es descrito como una persona muy interesante y sus motivaciones para resolver los misterios van cambiando a través de los tres relatos. Haciendo uso del raciocinio, combina su considerable intelecto y creatividad ya vista en el nombrado libro, incluso poniéndose a sí mismo en la mente del criminal. Estos talentos están tan desarrollados que parece leer la mente de su acompañante, el narrador anónimo de las tres historias.
Poe creó a Dupin incluso antes de que fuera conocido el término detective. No se sabe a ciencia cierta qué lo inspiró, pero el apellido Dupin parece provenir del inglés duping, engañar o timar. Este personaje sentó las bases para la creación de nuevos detectives ficticios, incluyendo a Sherlock Holmes y Hércules Poirot, y estableció los elementos más comunes del género policial clásico.

## Contexto del personaje

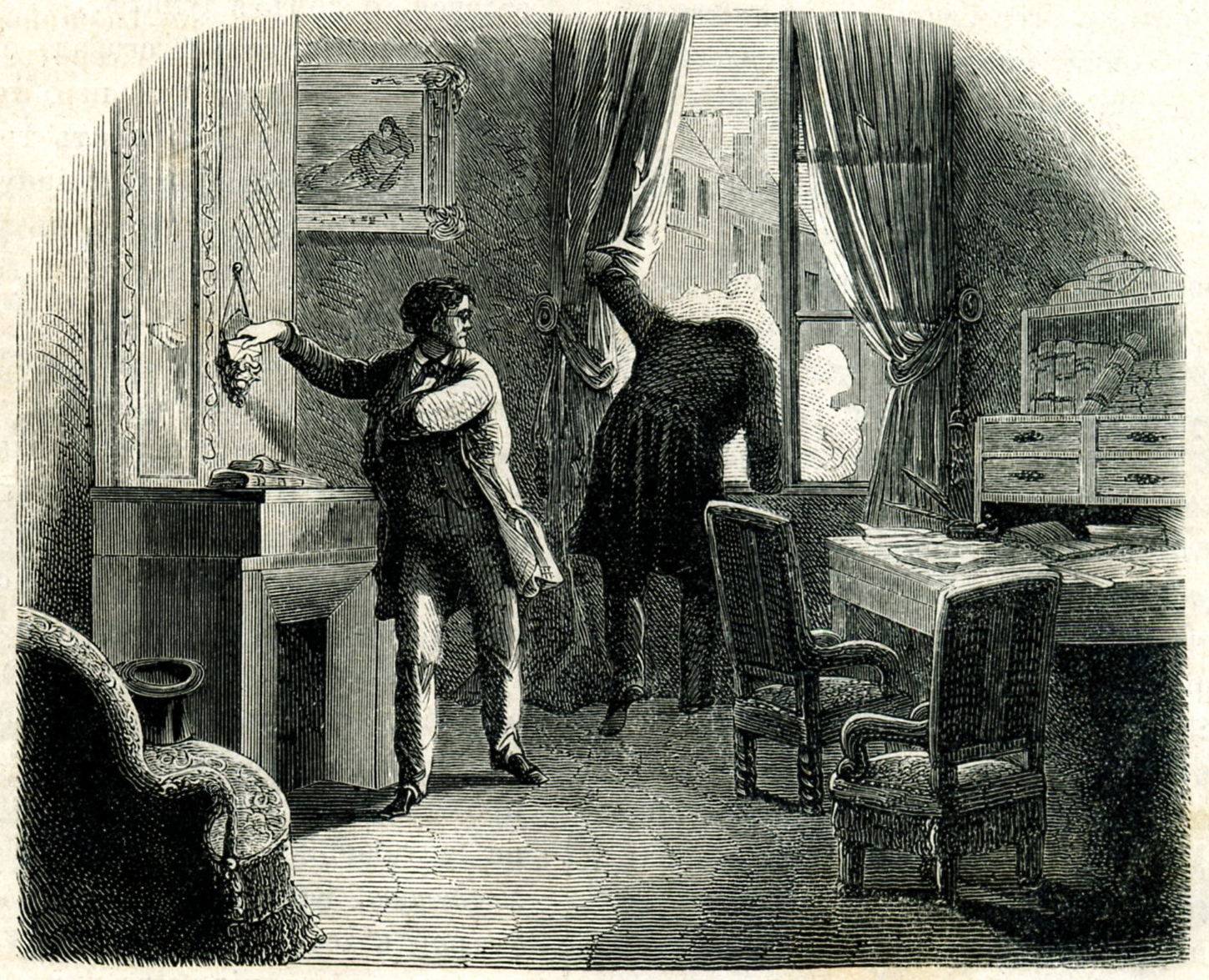
Auguste Dupin realizando una inteligente maniobra, en una ilustración de The Purloined Letter (1844).

Dupin vivía en París con su cercano amigo, el anónimo narrador de las historias. Los dos se conocieron por accidente mientras buscaban “el mismo raro y extraordinario libro” en una oscura biblioteca de París. Esta escena y la búsqueda de ambos personajes para encontrar un libro oculto sirve como metáfora para representar el descubrimiento. Dupin es aficionado a los enigmas, acertijos y jeroglíficos. Lleva el título de Chevalier, queriendo decir ello que pertenece a la Légion d'honneur.
En “Los crímenes de la calle Morgue”, Dupin investiga el asesinato de una madre y su hija en París.
El mismo personaje investiga otro asesinato en “El misterio de Marie Rogêt”. La historia se basa en la verdadera historia de Mary Rogers, una vendedora de cigarros de Manhattan cuyo cuerpo fue encontrado flotando en el Río Hudson en 1841.
La aparición final de Dupin, en “La carta Robada”, pone en relieve una investigación sobre una carta que le fue robada a la reina de Francia. Poe calificó a esta historia como “quizá, mi mejor historia del raciocinio”.
A lo largo de las tres historias, Dupin recorre tres escenarios. En “Los crímenes de la calle Morgue” recorre las calles de la ciudad; en “El misterio de Marie Rogêt” está al aire libre, en un descampado; y en “La carta robada”, en un encerrado espacio privado.

## Método
La destreza deductiva de Dupin se puede observar cuando lee la mente del narrador, logrando esto al seguir el hilo de la conversación de este. El método que utiliza Dupin es nivelarse con el criminal y adentrarse en su mente. Sabiendo cómo piensa un criminal, él puede resolver cualquier crimen. Con este sistema, combina la lógica científica con la imaginación artística. Como un verdadero observador, presta especial atención en aquello que nadie nota, como la indecisión, impaciencia o una casual o involuntaria palabra. Dupin es retratado como una deshumanizada máquina de pensar, un hombre cuyo único interés es la lógica pura.
El personaje también enfatiza la importancia de leer y escribir ya que muchas de las pistas vienen de leer los periódicos o de reportes. Este mecanismo llama la atención del lector, quien sigue adelante buscando las pistas por cuenta propia.
Dupin no es realmente un detective y sus motivaciones van cambiando en sus distintas apariciones. En “Los crímenes de la calle Morgue” investiga los asesinatos sólo para entretenerse y probar la inocencia de un hombre falsamente acusado. Él rechaza una recompensa final en esta historia. Sin embargo, en “La carta robada”, realiza la investigación para deliberadamente obtener una recompensa financiera.

## Inspiración
Poe podría haber sacado el apellido “Dupin” de un personaje de una serie de historias publicadas en la Burton's Gentleman's Magazine en 1828 llamadas “Pasajes sin publicar en la Vida de Vidocq, el Ministro Francés de la Policía” (Unpublished passages in life of Vidocq, French Minister of Police). El nombre también insinúa duping, palabra que en inglés significa engañar o engaño, una habilidad de la que Dupin alardea en “La carta robada”. El género policial, sin embargo, no tenía precedentes y la palabra detective aún no era usada cuando Poe presentó a Dupin. El ejemplo más cercano en la ficción es Zadig de Voltaire (1748), en donde el personaje principal efectúa hazañas similares de análisis. Poe también sacó provecho del interés del momento. Su uso de un orangután en “Los crímenes de la calle Morgue” fue inspirada por la reacción popular respecto a un orangután que había estado en exposición en el Masonic Hall en Filadelfia en julio de 1839. En “El misterio de Marie Rogêt” se inspiró en una historia real que se había vuelto muy popular.

## Influencia e importancia literaria

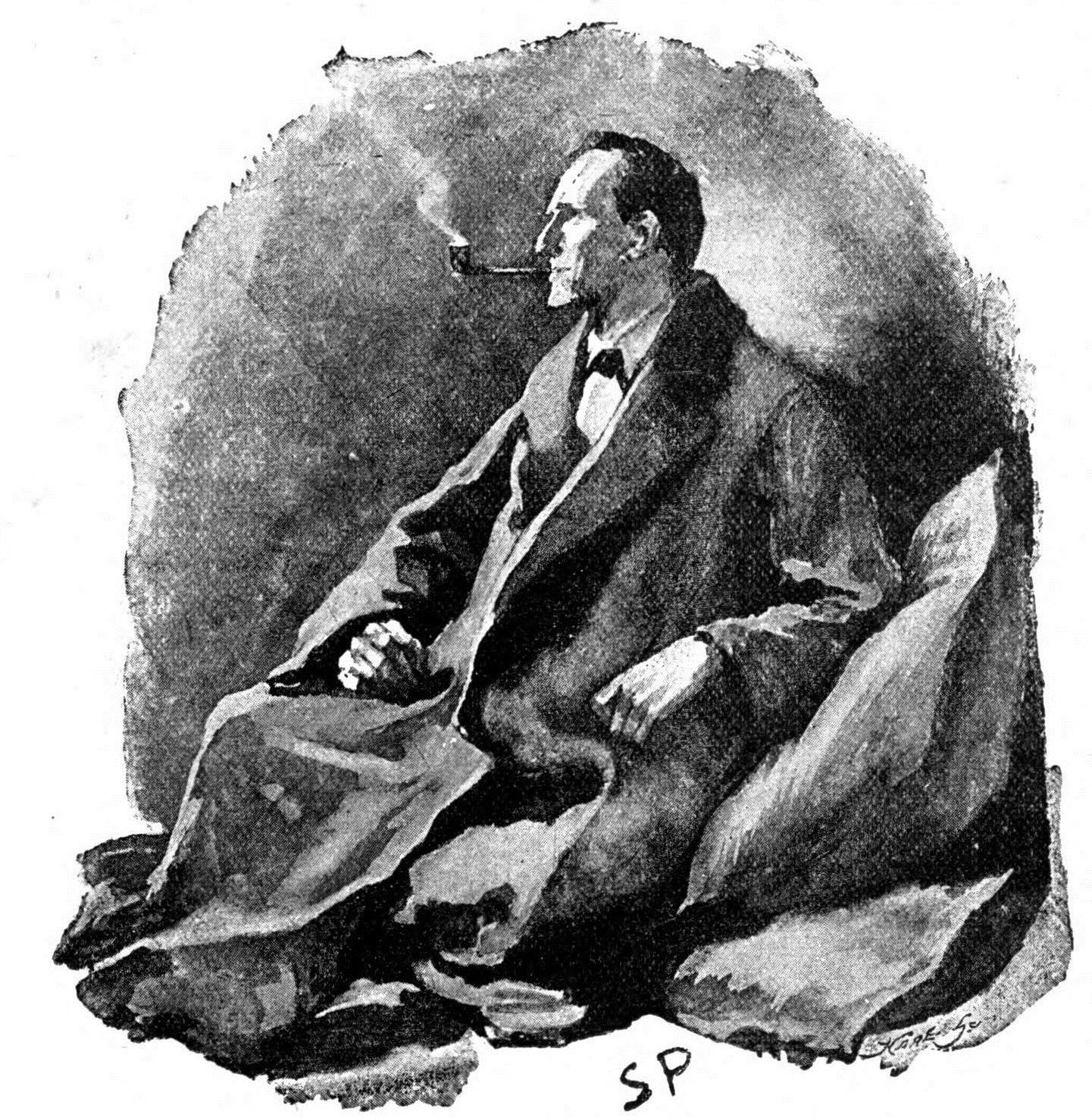
Sherlock Holmes fue uno de los detectives ficticios influenciados por Dupin.

Dupin es generalmente reconocido como el primer detective en la ficción. El personaje sirvió como prototipo para muchos otros que fueron creados más tarde, incluyendo a Sherlock Holmes de Arthur Conan Doyle y Hércules Poirot de Agatha Christie. Doyle una vez dijo: “Cada uno [de los relatos de Poe] es una raíz de donde se ha desarrollado una literatura completa... ¿dónde estaban las historias de detectives hasta que Poe sopló sobre ellas el aliento de la vida?”
Muchos tropos que luego llegarían a ser corrientes en las novelas policiales aparecieron primero en los relatos de Poe: el excéntrico pero brillante detective, el policía incompetente, la narración en primera persona por un amigo cercano. Dupin también inicia el mecanismo de narración donde el detective anuncia su solución y luego explica el razonamiento que lo condujo a ello. Al igual que Sherlock Holmes, Dupin usa su considerable destreza y observación para resolver crímenes. Poe también representa a la policía en una manera incompasiva, como una especie de antítesis del detective.
El personaje ayudó a establecer el género policial, distinto del de misterio, con especial énfasis en el análisis y no al sistema de intento y error. Brander Matthews decía que “el verdadero cuento policial como lo concibió Poe no se basa en el misterio en sí, sino más bien en los sucesivos pasos que permiten al observador analítico resolver el problema que podrían ser desechados por cualquier ser humano”. De hecho, en las tres historias protagonizadas por Dupin, Poe creó tres tipos de cuentos policiales, los cuales establecieron un modelo para todas las futuras historias: el físico ("Los crímenes de la calle Morgue"), el mental ("El misterio de Marie Rogêt"), y una versión equilibrada de ambas ("La carta robada").
Fyodor Dostoevsky calificó a Poe como un “enormemente talentoso escritor”, y criticó favorablemente sus cuentos. El personaje Porfiry Petrovich de la novela de Dostoevsky Crimen y castigo posee características muy similares a las de Dupin.

## Otros escritores

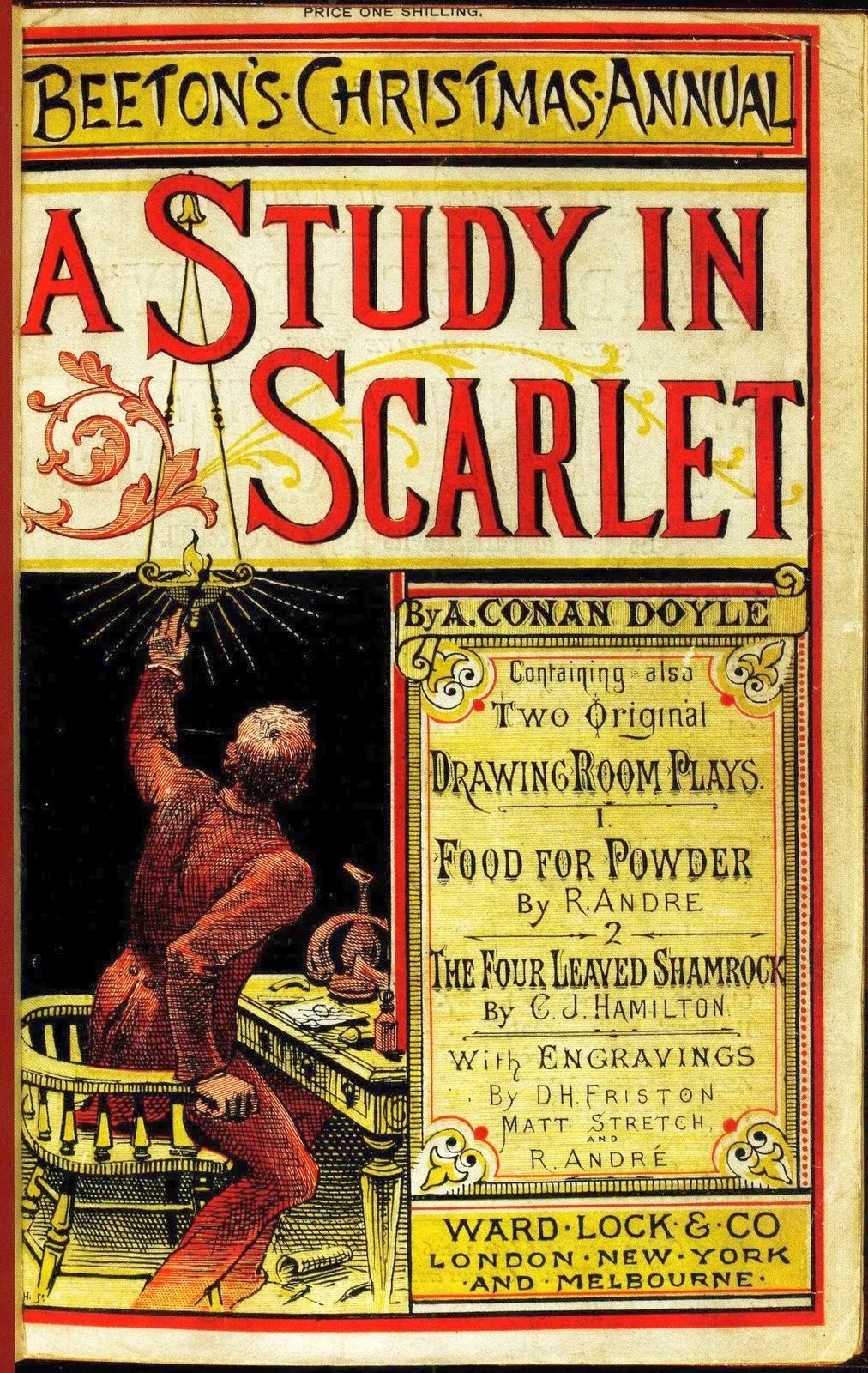
Portada de "Estudio en escarlata".

En la primera historia de Holmes, “Estudio en escarlata” (1887),  el Doctor Watson compara a Holmes con Dupin, a lo que este responde: "No hay duda de que crees que estás halagándome... En mi opinión, Dupin era un tipo bastante inferior”, a pesar del hecho de que este detective está claramente inspirado en el otro.
Dupin aparece luego en una serie de siete historias en “La revista del misterio de Ellery Queen” (Ellery Queen's Mystery Magazine), de Michael Harrison, en la década de 1960. Las historias fueron reunidas por la editorial Mycroft & Moran como "Las hazañas de Chevalier Dupin" (The Exploits of Chevalier Dupin). Las historias incluyen “El tesoro desaparecido” (The Vanished Treasure), de mayo de 1965, y “Los fuegos de la Rue St. Honoré” (The Fires in the Rue St. Honoré), de enero de 1967.
Dupin también tuvo un impacto considerable en el personaje Hércules Poirot de Agatha Christie, presentado por primera vez en El misterioso caso de Styles" (1920). Después, en la vida ficcional del detective, él escribe un libro sobre Edgar Allan Poe en la novela La tercera muchacha (1966).
"El hombre que fue Poe", una novela juvenil de Edward Irving Wortis, presenta a Dupin haciéndose amigo de un muchacho llamado Edmund. Los dos resuelven misterios en Providence, Rhode Island, y después se revela que Dupin es en realidad el mismo Poe.
El novelista George Egon Hatvary usa a Dupin en su novela "El asesinato de Edgar Allan Poe" (1997) como detective y narrador. En la novela, Dupin viaja por Estados Unidos para investigar las circunstancias de la misteriosa muerte de Poe en 1849. Según la historia, Dupin y Poe se hicieron amigos cuando Poe se quedó en París alrededor de 1829, y fue Poe el que acompañó a Dupin en los tres casos sobre los cuales luego escribió. Hatvary escribe que Dupin tiene un gran parecido con Poe, al punto que mucha gente los confunde a los dos a primera vista.
Dupin aparece como invitado en el cómic de Alan Moore "The League of Extraordinary Gentlemen" (1999), ayudando a localizar y someter al monstruoso Mr. Hyde (quien vive en París luego de fingir su muerte, descrita en "El extraño caso del Dr. Jekyll y Mr. Hyde").
La búsqueda del “Dupin verdadero” es el centro de la novela “La sombra de Poe” (The Poe Shadow), de Matthew Pearl, escrita en 2006.
Dupin hace una aparición, junto a Poe mismo, en la novela de 2007 “Edgar Allan Poe en Marte” (Edgar Allan Poe on Mars), de Jean-Marc Lofficier y Randy Lofficier.

## En otros medios
Dupin, interpretado por Joseph Cotten, es un personaje de la película de Fletcher Markle de 1951 The Man with a Cloak. Al final, se revela que la identidad de Dupin es en realidad el mismo Poe.
En el cómic Batman: Confidencial es presentada la creación de Batman de una súper-computadora resuelve-crímenes conectada con las bases de datos de la Interpol y la CIA. Comúnmente conocida como “Bat Computer”, originalmente fue apodada Dupin, en homenaje al personaje.
También cabe mencionar la película Sherlock Holmes and the Great Murder Mystery que, a pesar de ser protagonizada por Sherlock Holmes, está basada en la obra Los crímenes de la calle Morgue.